# Tour du Piémont
Le Tour du Piémont (Gran Piemonte en italien, connu jusqu'en 2008 sous le nom de Giro del Piemonte) est une course cycliste professionnelle italienne, disputée dans la région du Piémont. Créée en 1906, elle fait partie de 2005 à 2019 de l'UCI Europe Tour, dans la catégorie 1.HC. En 2020, elle intègre l'UCI ProSeries, le deuxième niveau du cyclisme international. Elle a lieu en octobre, quelques jours avant la dernière classique de la saison, le Tour de Lombardie. En 2013 et 2014, la course n'est pas disputée.
En 2017, la 101e édition est disputée en juin et sert de support au championnat d'Italie sur route.

## Palmarès
| Année   | Vainqueur                | Deuxième            | Troisième                |
| ------- | ------------------------ | ------------------- | ------------------------ |
| 1906    | Giovanni Gerbi           | Battista Danesi     | Luigi Ganna              |
| 1907    | Giovanni Gerbi           | Carlo Galetti       | Mario Gaioni             |
| 1908    | Giovanni Gerbi           | Luigi Chiodi        | Carlo Galetti            |
| 1909    | Non disputé              | Non disputé         | Non disputé              |
| 1910    | Vincenzo Borgarello      | Pietro Aimo         | Cesare Zanzottera        |
| 1911    | Mario Bruschera          | Carlo Galetti       | Giuseppe Santhià         |
| 1912    | Costantino Costa         | Francesco Innocenti | Pasquale Uzzo            |
| 1913    | Romolo Verde             | Marcello Sussio     | Giovanni Abellono        |
| 1914    | Giuseppe Santhià         | Angelo Gremo        | Costante Girardengo      |
| 1915    | Natale Bosco             | Giovanni Nuvoli     | Federico Gay             |
| 1916    | Francesco Cerutti        | Paride Ferrari      | Giovanni Abellono        |
| 1917    | Domenico Schierano       | Francesco Cerutti   | Ugo Ruggeri              |
| 1918    | Ugo Bianchi              | Lorenzo Sinchetto   | Nino Ronco               |
| 1919    | Costante Girardengo      | Gaetano Belloni     | Angelo Gremo             |
| 1920    | Costante Girardengo      | Alfredo Sivocci     | Gaetano Belloni          |
| 1921    | Giovanni Brunero         | Giuseppe Azzini     | Alfredo Sivocci          |
| 1922    | Angelo Gremo             | Bartolomeo Aimo     | Costante Girardengo      |
| 1923    | Bartolomeo Aimo          | Camillo Arduino     | Angelo Gremo             |
| 1924    | Costante Girardengo      | Federico Gay        | Bartolomeo Aimo          |
| 1925    | Gaetano Belloni          | Bartolomeo Aimo     | Alfredo Binda            |
| 1926    | Alfredo Binda            | Giovanni Brunero    | Costante Girardengo      |
| 1927    | Alfredo Binda            | Battista Giuntelli  | Antonio Negrini          |
| 1928    | Marco Giuntelli          | Battista Giuntelli  | Amulio Viarengo          |
| 1929    | Antonio Negrini          | Alfredo Binda       | Battista Giuntelli       |
| 1930    | Ambrogio Morelli         | Aldo Canazza        | Fabio Battesini          |
| 1931    | Mario Cipriani           | Guglielmo Marin     | Giovanni Firpo           |
| 1932    | Giuseppe Martano         | Giuseppe Olmo       | Felice Lessona           |
| 1933    | Antonio Folco            | Andrea Minasso      | Battista Astrua          |
| 1934    | Learco Guerra            | Giuseppe Martano    | Domenico Piemontesi      |
| 1935    | Aldo Bini                | Domenico Piemontesi | Romeo Rossi              |
| 1936    | Aldo Bini                | Giuseppe Olmo       | Giovanni Cazzulani       |
| 1937    | Gino Bartali             | Fausto Montesi      | Severino Canavesi        |
| 1938    | Pietro Rimoldi           | Severino Canavesi   | Aldo Bini                |
| 1939    | Gino Bartali             | Cesare Del Cancia   | Fausto Coppi             |
| 1940    | Cino Cinelli             | Aldo Bini           | Osvaldo Bailo            |
| 1941    | Aldo Bini                | Gino Bartali        | Osvaldo Bailo            |
| 1942    | Fiorenzo Magni           | Gino Bartali        | Pierino Favalli          |
| 1943-44 | Non disputé              | Non disputé         | Non disputé              |
| 1945    | Secondo Barisone         | Carlo Rebella       | Primo Volpi              |
| 1946    | Sergio Maggini           | Antonio Covolo      | Antonio Bevilacqua       |
| 1947    | Vito Ortelli             | Aldo Ronconi        | Mario Vicini             |
| 1948    | Renzo Soldani            | Dino Ottusi         | Andrea Carrea            |
| 1949    | Adolfo Leoni             | Fausto Coppi        | Fiorenzo Magni           |
| 1950    | Alfredo Martini          | Sergio Pagliazzi    | Loretto Petrucci         |
| 1951    | Gino Bartali             | Pasquale Fornara    | Vincenzo Rossello        |
| 1952    | Giorgio Albani           | Luciano Maggini     | Ettore Milano            |
| 1953    | Fiorenzo Magni           | Loretto Petrucci    | Giorgio Albani           |
| 1954    | Nino Defilippis          | Alfredo Martini     | Angelo Conterno          |
| 1955    | Giuseppe Minardi         | Angelo Conterno     | Adolfo Grosso            |
| 1956    | Fiorenzo Magni           | Pasquale Fornara    | Pietro Giudici           |
| 1957    | Silvano Ciampi           | Giuliano Michelon   | Giacomo Fini             |
| 1958    | Nino Defilippis          | Alessandro Fantini  | Arrigo Padovan           |
| 1959    | Silvano Ciampi           | Aldo Moser          | Arrigo Padovan           |
| 1960    | Alfredo Sabbadin         | Nello Fabbri        | Carlo Brugnami           |
| 1961    | Angelo Conterno          | Joseph Hoevenaers   | Giovanni Pettinati       |
| 1962    | Vito Taccone             | Franco Cribiori     | Graziano Battistini      |
| 1963    | Adriano Durante          | Italo Zilioli       | Franco Cribiori          |
| 1964    | Willy Bocklant           | Jaime Alomar        | Guido Carlesi            |
| 1965    | Romeo Venturelli         | Roberto Poggiali    | Dino Zandegù             |
| 1966    | Rudi Altig               | Franco Bitossi      | Gianni Motta             |
| 1967    | Guido De Rosso           | Roberto Ballini     | Mario Di Toro            |
| 1968    | Non disputé              | Non disputé         | Non disputé              |
| 1969    | Marino Basso             | Ole Ritter          | Cesarino Carpanelli      |
| 1970    | Italo Zilioli            | Mauro Simonetti     | Franco Balmamion         |
| 1971    | Felice Gimondi           | Gianni Motta        | Giorgio Favaro           |
| 1972    | Eddy Merckx              | Felice Gimondi      | Wladimiro Panizza        |
| 1973    | Felice Gimondi           | Marcello Bergamo    | Giancarlo Polidori       |
| 1974    | Francesco Moser          | Michel Pollentier   | Constantino Conti        |
| 1975-76 | Non disputé              | Non disputé         | Non disputé              |
| 1977    | Roger De Vlaeminck       | Giuseppe Saronni    | Bert Johansson           |
| 1978    | Gianbattista Baronchelli | Clyde Sefton        | Riccardo Magrini         |
| 1979    | Silvano Contini          | Wladimiro Panizza   | Gianbattista Baronchelli |
| 1980    | Gianbattista Baronchelli | Wladimiro Panizza   | Giovanni Battaglin       |
| 1981    | Marino Amadori           | Bruno Wolfer        | Luciano Rabottini        |
| 1982    | Faustino Rupérez         | Pascal Jules        | Michaël Wilson           |
| 1983    | Guido Bontempi           | Sean Kelly          | Francesco Moser          |
| 1984    | Christian Jourdan        | Acácio da Silva     | Teun van Vliet           |
| 1985    | Charly Mottet            | Urs Zimmermann      | Robert Millar            |
| 1986    | Gianni Bugno             | Enrico Grimani      | Jean-François Bernard    |
| 1987    | Adrie van der Poel       | Eric Van Lancker    | Adriano Baffi            |
| 1988    | Rolf Gölz                | Gianni Bugno        | Marco Lietti             |
| 1989    | Claudio Chiappucci       | Soren Lilholt       | Per Pedersen             |
| 1990    | Franco Ballerini         | Dante Rezze         | Kim Andersen             |
| 1991    | Djamolidine Abdoujaparov | Frédéric Moncassin  | Sammie Moreels           |
| 1992    | Erik Breukink            | Stephen Roche       | Alex Zülle               |
| 1993    | Beat Zberg               | Laurent Dufaux      | Fabrizio Bontempi        |
| 1994    | Nicola Miceli            | Roberto Petito      | Peter Meinert            |
| 1995    | Claudio Chiappucci       | Stefano Zanini      | Davide Cassani           |
| 1996    | Richard Virenque         | Andrea Tafi         | Mauro Gianetti           |
| 1997    | Gianluca Bortolami       | Paolo Lanfranchi    | Biagio Conte             |
| 1998    | Marco Serpellini         | Daniele Nardello    | Stefano Colagè           |
| 1999    | Andrea Tafi              | Marco Serpellini    | Sergio Barbero           |
| 2000    | Non disputé              | Non disputé         | Non disputé              |
| 2001    | Nico Mattan              | Fabio Sacchi        | Matthé Pronk             |
| 2002    | Luca Paolini             | Mathias Kessler     | Gianluca Bortolami       |
| 2003    | Alessandro Bertolini     | Thomas Liese        | Angelo Lopeboselli       |
| 2004    | Allan Davis              | Alberto Ongarato    | Francesco Chicchi        |
| 2005    | Murilo Fischer           | Steven de Jongh     | Paride Grillo            |
| 2006    | Daniele Bennati          | Grégory Rast        | Gene Bates               |
| 2007    | Non disputé              | Non disputé         | Non disputé              |
| 2008    | Daniele Bennati          | Luca Paolini        | Alexandre Usov           |
| 2009    | Philippe Gilbert         | Daniel Moreno       | Francesco Gavazzi        |
| 2010    | Philippe Gilbert         | Non attribué        | Matti Breschel           |
| 2011    | Daniel Moreno            | Greg Van Avermaet   | Luca Paolini             |
| 2012    | Rigoberto Urán           | Luca Paolini        | Gorka Verdugo            |
| 2013-14 | Non disputé              | Non disputé         | Non disputé              |
| 2015    | Jan Bakelants            | Matteo Trentin      | Sonny Colbrelli          |
| 2016    | Giacomo Nizzolo          | Fernando Gaviria    | Daniele Bennati          |
| 2017    | Fabio Aru                | Diego Ulissi        | Rinaldo Nocentini        |
| 2018    | Sonny Colbrelli          | Florian Sénéchal    | Davide Ballerini         |
| 2019    | Egan Bernal              | Iván Sosa           | Nans Peters              |
| 2020    | George Bennett           | Diego Ulissi        | Mathieu van der Poel     |
| 2021    | Matthew Walls            | Giacomo Nizzolo     | Olav Kooij               |
| 2022    | Iván García Cortina      | Matej Mohorič       | Alexis Vuillermoz        |
| 2023    | Andrea Bagioli           | Marc Hirschi        | Alex Aranburu            |
| 2024    | Neilson Powless          | Corbin Strong       | Alex Aranburu            |